# Albino (rasa konia)

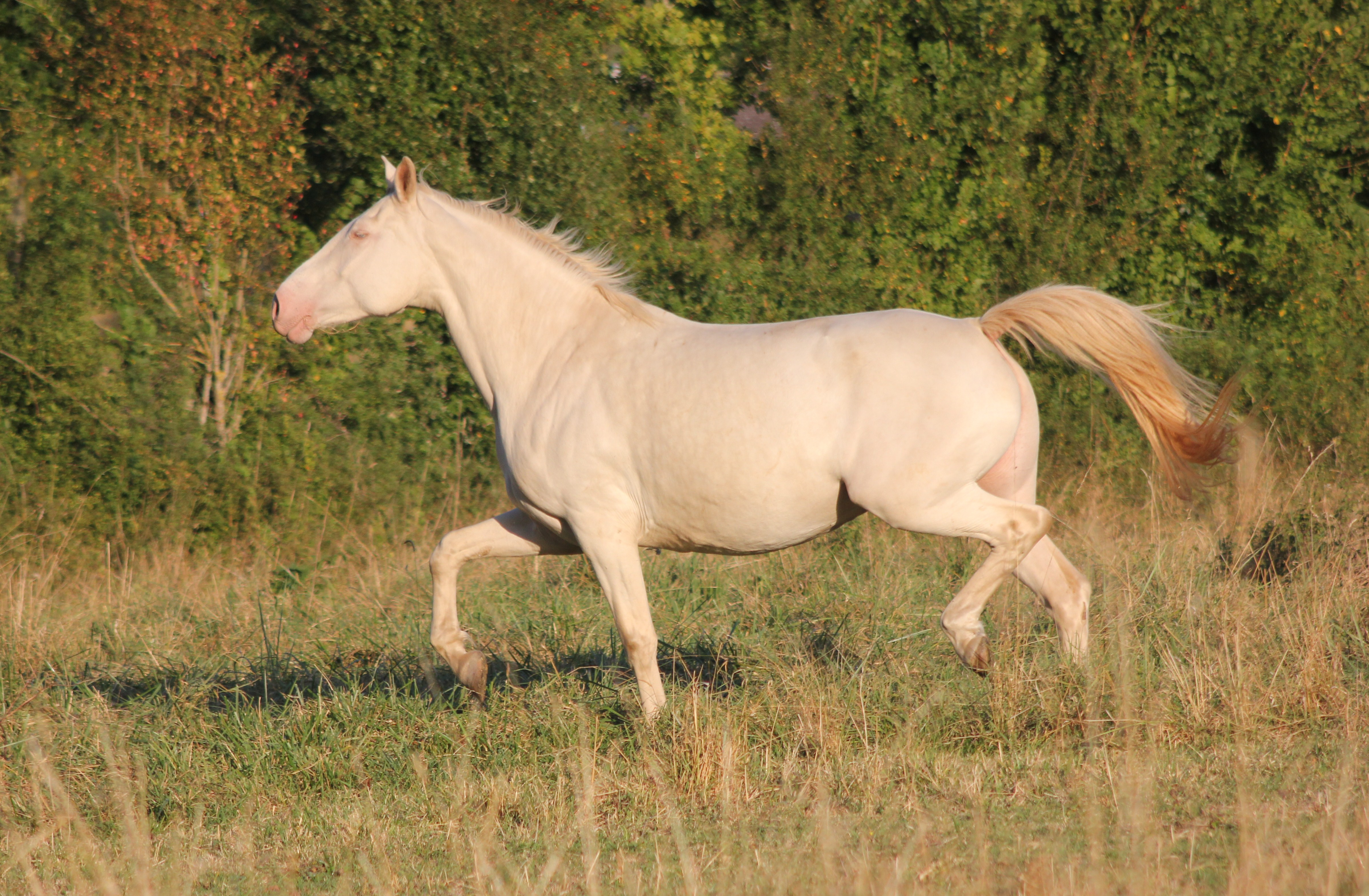
Klacz umaszczenia kremowego, rasy albino

Albino – "sztuczna" rasa wierzchowego konia. Można zaliczyć do niej wszystkie konie umaszczenia cremello lub białego. Należą do rzadkich ras, często używanych do cermonii dworskich. W dzisiejszych czasach, Albino są w większości wykasowane z ksiąg hodowlanych, lecz w USA utworzony w 1937 r. związek hodowlany traktuje maść jako rzecz pierwszorzędną.

## Ogólna charakterystyka
- Głowa średniej wielkości;
- Szyja dobrze zbudowana;
- Łopatki strome, tułów zwięzły i krągły;
- Zad silnie umięśniony;
- Oczy niebieskie
- Skóra różowa;
- Wzrost ok. 152 cm w kłębie.

Wbrew pozorom, ta rasa nie ma nic wspólnego z albinizmem. Konie nie mogą być albinosami, ponieważ nie mają genu, który odpowiada za tę mutację. Często mylone z albinizmem jest overo lethal white syndrome lub maść dominant white genotypu WW. Obie te cechy u konia są śmiertelne. Homozygota WW wiąże się ze znacznym upośledzeniem organizmu, uniemożliwiającym rozwój, jeszcze w stanie embrionalnym, zaś Overo Lethal White Syndrome z niedorozwojem jelita u źrebiąt. Konie z OLWS rodzą się, ale padają do maks kilku dni po narodzinach na kolkę.
Maść cremello jest rozjaśnieniem maści kasztanowatej za pomocą dwóch kopii genu kremowego(aaeeCrCr). Cechą charakterystyczną jest różowa skóra i niebieskie oczy.
Maść biała jest uwarunkowana cechą dominant white, ale heterozygotyczną Ww. Takie konie mają śladowe ilości pigmentu w komórkach ciała. Cechą charakterystyczną najbardziej znanej wersji tej maści jest różowa skóra, biała sierść, grzywa i ogon i ciemne oczy(rzadko niebieskie). Źrebięta rodzą się białe, w przeciwieństwie do koni maści siwej.
U koni albino to jedynie typ, tylko Amerykanie uważają je za rasę zwaną american cream, której ojcem był ogier imieniem Old King, urodzony w 1906 roku, będący krzyżówką koni morgan i arabskich. Obecnie krzyżuje się konie quarter horse i morgan, folbluty z końmi typu arabskiego.